# عبد الله عسيري
عبد الله عسيري مواليد (1978 م 1398 هـ) حارس مرمى يلعب لحساب نادي الشباب السعودي سابقاً والحمادة حالياً لكرة القدم لأصحاب الاحتياجات الخاصة في الغاط.متزوج من ابنة لاعب الشباب السابق خالد سرور وله ابنان خالد وفيصل

## مشواره
- التحق بنادي الشباب عام 1412 هــ وهو لاعب أساسي.
- التحق بنادي الحمادة عام 1416 هــ.

## انجازاته
- كأس ولي العهد مع نادي الشباب السعودي عام 1416 هـ.
- البطولة العربية للنخبه عام 1416 هـ.
- صعود لدرجة الأولى مع نادي الحمادة عام 1422 هــ.
- كأس العالم مع المنتخب السعودي للحتياجات الخاصة عام 2006 م كلاعب أساسي (مساهم في الإنجاز وهو تصدى لضربة الترجيح الرابعة في نهائي كأس العالم).